# Bruno Tonioli
Bruno Tonioli (Ferrara, Emilia-Romaña, 25 de noviembre de 1955) es un bailarín, coreógrafo, juez de baile, presentador y personalidad de televisión italiano. El es conocido por su desempeño como juez en el programa británico de baile Strictly Come Dancing y en su adaptación estadounidense Dancing with the Stars en ABC en los Estados Unidos. Tonioli ha sido juez durante todas las temporadas de ambos programas.
Tonioli cocreó y apareció en el espectáculo de talento DanceX,  y su adaptación estadounidense, Dance War: Bruno vs. Carrie Ann.

## Carrera
A principios de los años ochenta, Tonioli fue miembro de la compañía parisina La Grande Eugène, y más tarde se unió a la Compañía de Lindsay Kemp. Trabajó extensamente como bailarín independiente.
Tonioli ha trabajado en el negocio de la música como coreógrafo para vídeos musicales, espectáculos teatrales y giras para artistas como Tina Turner, Sting, Elton John, The Rolling Stones, Freddie Mercury, Sinitta, Boy George, Dead or Alive y Duran Duran.
Su estrecha asociación con Bananarama produjo muchos videos, desde «Venus» a «Movin' On».
Tonioli coreografió el vídeo musical de la banda Arcadia para su canción «Election Day» como documentado en un documental de 1980 titulado «The Making of Election Day».
Los créditos cinematográficos de Tonioli incluyen a Ella Enchanted, The Gathering Storm, Little Voice, Dancin' thru the Dark, Enigma, The Parole Officer y What a Girl Wants. Entre sus créditos televisivos están Blake's 7 en el episodio Rescue, The Body in the Library de Miss Marple, Blonde Bombshell, Scarlet Pimpernel y The Bare Necessities. Los créditos teatrales incluyen La Vie Parisienne, Godspell, el show de Steve Coogan The Man Who Thinks He's It y "Forbidden Passion" (trilogía en 1985 de la BBC TV, titulado Oscar en el Reino Unido), interpretando al sirviente de Oscar Wilde (Michael Gambon).
Otros créditos televisivos incluyen Absolutely Fabulous (2003), The Tony Ferrino Phenomenon, Ghosts of Oxford Street, Premios Brit (1988, 1990, 1991), varios en Top of the Pops, tres shows en Royal Variety Performance, el Miss Mundo (1998–1999) y la edición australiana de Dancing with the Stars como juez invitado.
En los Estados Unidos, ha aparecido en numerosos programas de entrevistas incluyendo Larry King Live, The Tonight Show with Jay Leno, The Bonnie Hunt Show, Jimmy Kimmel Live!, The View, Live with Regis & Kelly, Rachael Ray, The Soup, Lopez Tonight y Chelsea Lately.
En enero de 2008, ABC estrenó Dance War: Bruno vs. Carrie-Ann. El equipo de Tonioli ganó la competencia votado por el público, ganando un contrato con Hollywood Records.
En 2009 y 2010, fue juez en la gira del Reino Unido del Strictly Come Dancing Live, apareciendo en 45 conciertos en cada gira.
El estilo del comentario de Tonioli incluye a menudo descripciones coloridas. Como ejemplo, durante su tiempo enDancing With the Stars, Tonioli llamó a la Cheetah Girl Sabrina Bryan «un pequeño lince al acecho» y al cantante y actor Billy Ray Cyrus «un oso loco perdido en un pantano».
Una pequeña controversia surgió después de las observaciones de Tonioli en Dancing With the Stars con el concursante Michael Bolton y su pareja de baile Chelsie Hightower el 27 de septiembre de 2010 después del espectáculo, cuando el juez llamó al jive de Bolton el peor baile que había visto en las 11 temporadas. Bolton expresó su insatisfacción en los medios de comunicación después, lo que llevó a ABC a publicar una declaración defendiendo Tonioli.
En septiembre de 2012, Tonioli publicó una autobiografía titulada Bruno Tonioli: My Story. El mismo año, apareció como cantante de mariachi y bailarín en un comercial de Dole.
En 2016, Tonioli apareció en un episodio de la temporada 2 de Fuller House, interpretando al profesor de danza de Ramona.
En noviembre de 2016, prestó su nombre a un álbum lanzado por Decca, titulado «An Italian Romance», una compilación de canciones italianas de varios artistas seleccionados por Tonioli. La portada del álbum fue rodada por John Mac.

## Vida personal
Tonioli nació en Ferrara, al noroeste de Italia. Su padre Werther era un conductor de autobús y su madre Fulvia cosía cobertores de asiento de coche. La familia vivía con sus abuelos paternos hasta los 12 años. Tonioli habla con fluidez cinco idiomas: italiano, inglés, portugués, español y francés.
Tonioli es abiertamente gay, y ha hablado de la intimidación homofóbica que sufrió en su juventud.